# Schnalser Bach
Der Schnalser Bach (italienisch Rio di Senales) ist ein 25,7 km langer Gebirgsbach im Vinschgau in Südtirol (Italien). Er durchquert auf ganzer Länge das Schnalstal, ehe der Bach das Etschtal erreicht und dort in den Oberlauf der Etsch einmündet. Er hat ein Einzugsgebiet von 220 km². Der Bach entspringt in den Ötztaler Alpen und wird im Schnalstal im Vernagt-Stausee aufgestaut. Größere Zuflüsse sind der Lagaunbach, der Mastaunbach, der bereits 1491 urkundlich als „Parfawler pach“ und „Parfaler pach“ genannte Perfler Bach und der Pfossenbach. Die einzige größere Ortschaft unmittelbar am Bach ist Unser Frau. Der Großteil des Verlaufs liegt in der Gemeinde Schnals, im Unterlauf ist er auf die Gemeinden Kastelbell-Tschars und Naturns aufgeteilt.

## Belege
1. 1 2 3  GeoBrowser der Autonomen Provinz Bozen – Südtirol. Abgerufen am 8. Oktober 2024.
2. 1 2  Schnalser Bach auf der Website der Südtiroler Landesagentur für Umwelt